# Recife Amazonas

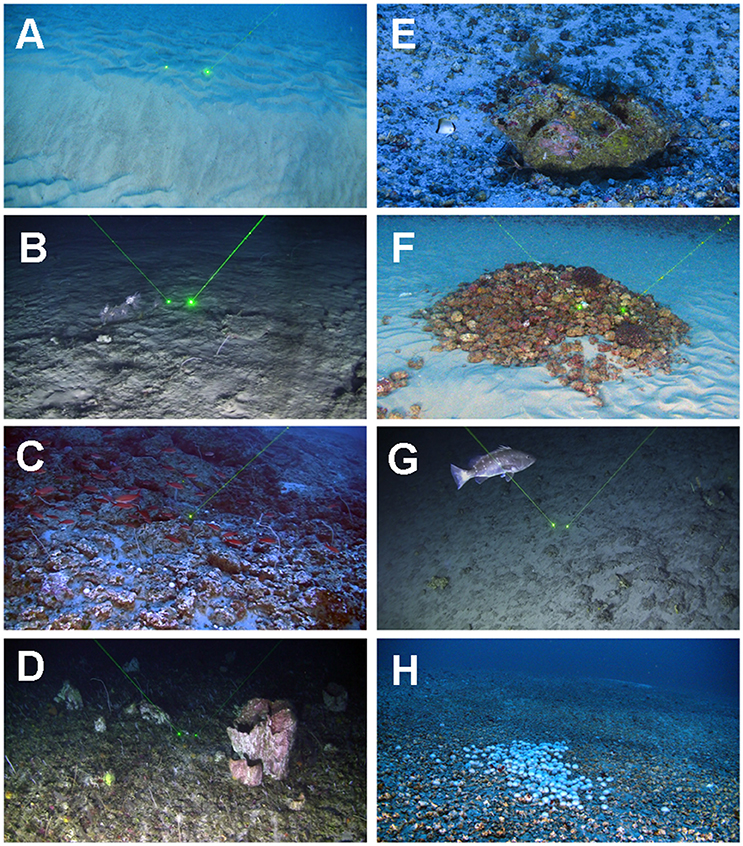
Geodiversidade e biodiversidade do Recife Amazonas em diferentes profundidades. A. Dunas de areia (60-70 m) B. Recife coberto por sedimentos (70-80 m) C. Comunidade recifal diversa com grupos de Paranthias furcifer e a parte inferior com algas calcárias e corais negros (130 m) D. Porção mais profunda, com quase 100 % de cobertur do bentos composta por esponjas (Xetospongia muta), corais negros e Octocorallia. (220 m) E. Uma estação de limpeza de Lysmata grabhami (130 m) F. Rodolito construído pelo peixe Malacanthus plumieri (130 m) G. Um grande indivíduo de Hyporthodus niveatus, espécie ameaçada de extinção e de importância comercial (190 m) H. Colônia de ouriços-do-mar (130 m). (Escala = 20 cm)

O Recife Amazonas é um extenso coral de algas calcárias e sistema esponjoso de recife localizado próximo à costa norte do Brasil e da Guiana Francesa. Trata-se de um dos maiores sistema de recifes do mundo, com uma extensão aproximada de quase 1000 quilômetros e uma área de 9.300 km2, com possibilidade de ocupar uma área muito maior, em torno de 56.000 km2.
A publicação de sua descoberta aconteceu em abril de 2016, após um estudo oceanográfico na região realizado em 2012. Evidências de uma grande estrutura próxima à foz do Rio Amazonas já existiam desde meados da década de 1950, mas a primeira hipótese sobre a ocorrência de recifes foi publicada na década de 1970.
O recife está ameaçado por atividades de prospecção de petróleo que serão realizadas por empresas petrolíferas como BHP-Billiton, British Petroleum, Ecopetrol, Petrobras, Queiroz Galvão e Total S.A.

## Localização
Devido sua grande extensão, mais de mil quilômetros, o recife margeia o litoral de três estados brasileiros: o Maranhão, o Pará e o Amapá e ainda a Guiana Francesa.
A distância média do litoral é de 120 quilômetros e a profundidade varia de 30 a 120 metros. Sua identificação permitirá a descoberta de novas espécies de seres vivos adaptados a um ambiente com essas características.

## Geografia e Ecologia
O recife foi identificado como um recife de coral de esponja. Os cientistas anunciaram que ele cobre uma área de 9.300 km² (3.600 milhas quadradas) de área e mais de 970 km (600 mi) de comprimento, fazendo dele um dos maiores sistemas arrecifes do mundo, comparável ao tamanho da Ilha do Chipre. A área do recife estende-se a 120 km (75 mi) da costa e é estimado por localizar-se entre 30 e até 120 metros abaixo do nível do mar. A existência do recife é incomum, uma vez que recifes de corais não existem próximos à foz de grandes rio como o Amazonas, devido à baixa salinidade e alta acidez e em adição à contínua deposição de sedimentos. Antes da descoberta do recife, acreditava-se que o Amazonas, com sua rica pluma de sedimento representasse uma brecha na distribuição de recifes do Atlântico Ocidental. Mais de 60 espécies de peixes e pelo menos 73 de esponjas foram identificadas habitando as águas próximas ao recife. Espécies de corais descobertas em meados de 1999 foram encontradas na região e supôs-se que elas poderiam ser da região das Caraíbas e que haviam migrado para a foz do Amazonas.
Após filmagens submarinas, estimativa publicada em 2018 expandiu a área do recife para até 55 000 km2, com a base de algas calcárias ocorrendo de 70 m a 220 m de profundidade.

## Descoberta
As evidências iniciais da existência de recifes de corais na região datam da década de 1950, quando um navio dos Estados Unidos coletou esponjas do fundo do mar na foz do Amazonas. Mais evidências voltaram a aparecer em 1977, quando um peixe habitante de recifes fora avistado no local e em 1999 quando espécies nativas do Caribe foram encontradas em regiões isoladas na foz do Rio Amazonas. Contudo, até 2012 inexistiu algum grande estudo que citasse a possibilidade de existência de algum recife na região, quando uma equipa internacional de pesquisadores, liderada por Rodrigo Moura da Universidade Federal do Rio de Janeiro além de pesquisadores dos Estados Unidos, da Universidade da Geórgia, conduziram uma busca pela área a bordo do navio RV Atlantis. Suas descobertas e achados foram apresentadas em um artigo publicado na revista científica Science Advances, em abril de 2016.

## Características únicas
Os recifes de corais conhecidos até então, são seres que exigem características peculiares e específicas para a sua existência no ambiente. Ocorrem em águas rasas e quentes, com temperaturas que variam entre 24,5 e 28,3 °C, concentração salina entre 3,45 e 3,64%, boa luminosidade e oxigenação.
Em contraste, os Corais da Amazônia estão localizados em uma região onde a água doce - proveniente do rio amazonas - encontra-se com a água salgada do oceano atlântico, alterando significativamente a concentração salina e o pH da água. A luminosidade é baixa, devido a grande quantidade de sedimentos em decomposição, de animais mortos e outros detritos da floresta amazônica que são levados pela correnteza do rio até o mar. Essa baixa luminosidade dificulta a existência de organismos fotossintetizantes, implicando em baixa oxigenação.
Todos os fatores citados inviabilizariam a existência desse sistema, mas no caso desse bioma, houve adaptações que permitiram essa existência. Bactérias que fazem quimiossíntese substituíram organismos fotossintetizantes como fonte primária de energia. As esponjas dessas colônias se alimentam dessas bactérias, e isso permite a existência desse ecossistema com características nunca vistas no mundo até então.
Em coletas exploratórias iniciais, foram encontradas algas vermelhas, verdes e marrons (25, 6 e 4 espécies respectivamente), além de algas calcárias. 61 espécies de esponjas, 73 espécies de peixes recifais, além de cnidários e diversas novas espécies.[carece de fontes?]
Esses corais oferecem também uma importante fonte econômica para comunidades de pescadores que vivem na zona costeira da Amazônia.

## Ameaças
A região onde foi encontrado esse ecossistema está ameaçada pela possível exploração de empresas petrolíferas como BHP-Billiton, British Petroleum, Ecopetrol, Petrobras, Queiroz Galvão e Total S.A., que pretendem perfurar regiões próximas a essas estruturas recifais para prospecção de petróleo. Isso acarreta em um acentuado risco de derramamento de óleo, tornando-se uma grave ameaça não só aos corais, um bioma extremamente frágil, mas também a todos os ecossistemas da foz do rio Amazonas, que abrigam inúmeras espécies em risco de extinção, como o peixe-boi-marinho e a ariranha, de acordo com os dados da União Internacional para a Conservação da Natureza (IUCN). O processo de licença ambiental para exploração ainda está em andamento, embora estejam paradas por determinação do Ministério Público Federal.

## Preservação e repovoamento ecossistêmico
Outro fator que denota a importância desse recém descoberto bioma, é que devido a sua localização em águas profundas, os cientistas acreditam que os recifes de coral da Amazônia podem estar imunes aos efeitos do aquecimento global, e assim podem ajudar a preservar formas de vida que correm risco de desaparecer. Esse é o caso da grande barreira de corais da Austrália, que corre sério risco de morrer devido aos efeitos do aumento da temperatura do planeta, e consequentemente da água do mar. Os cientistas afirmam que esse coral de águas profundas, por não sofrer influência negativa do aumento da temperatura, possam ser os responsáveis pelo futuro repovoamento dos corais em zonas mais rasas.